# Прудівка (зупинний пункт)
Прудівка (біл. Прудаўка) — пасажирський залізничний зупинний пункт на нелектрифікованій лінії Куток — Гомель між станцією Терехівка (4 км) та зупинним пунктом Іваки (4,5 км). Розташований біля села Високий Хутір Добруського району Гомельської області.

## Пасажирське сполучення
Приміське сполучення здійснюється поїздами регіональних ліній економкласу за маршрутами:
- Гомель-Пасажирський — Круговець;
- Гомель-Пасажирський — Куток;
- Гомель-Пасажирський — Терехівка.